# Dalton & Dubarri
Dalton & Dubarri es el álbum debut homónimo de la banda estadounidense del mismo nombre. Fue publicado en octubre de 1973 a través de Columbia Records.

## Recepción de la crítica
Un escritor no especificado de la revista Record World comentó: “Un interesante debut para D&D, una mezcla de sonidos country folk blanco y r&b negro. Una combinación de sonido improbable realmente produce música excelente en muchos cortes suaves, incluidos «Take a Chance», «Love in the Country» y «Countfified City Band». Grandes armonías y estilos de guitarra excepcionales en todas partes”. Un escritor no especificado de la revista Cash Box declaró: “Hay varias influencias aparentes en este espléndido LP debut, entre ellas Seals & Crofts. Pero este álbum difícilmente puede explicarse con un eslogan. El dúo trasciende varios estilos con su música, que es alternativamente atrevida y quejumbrosa según el efecto deseado. «Helpless» es una hermosa melodía redactada en un ritmo funky, mientras que «Countrified City Band» y «Hoodoo Love» son melodías fuertes y directas, esta última con una excelente selección de Dalton. Las baladas son distintivamente conmovedoras y tiernas”. Un escritor no especificado de la revista Billboard escribió: “A Columbia no le molestaría tener su propios Seals & Crofts, y este equipo está quizás a uno o dos LP de su propio «Hummingbird». Mientras tanto, «Helpless» muestra las posibilidades en el trabajo”.

## Lista de canciones
Todas las canciones escritas y compuestas por Dalton & Dubarri.
Lado uno
1. «Helpless» – 3:23
2. «Take a Change» – 3:57
3. «Only a Fool» – 3:39
4. «Love in the Country» – 3:25
5. «Feelin' the Need» – 5:11

Lado dos
1. «Any Other Man but Me» – 4:27
2. «Countrified City Band» – 4:26
3. «Sunny Face» – 4:45
4. «Hoodoo Love» – 6:11

## Créditos y personal
Créditos adaptados desde las notas de álbum de Dalton & Dubarri.
Dalton & Dubarri
- Gary Dalton – voz principal y coros, guitarra acústica y eléctrica
- Kent Sprague – voz principal y coros, batería y percusión
- Brad Palmer – bajo eléctrico, órgano y sintetizador, coros
- Tony Peluso – clavinet y piano
- Patrick Gleeson – sintetizador
- The Hyde St. Friends – coros

Personal técnico
- Michael “Saint” Dilbeck – productor, arreglos
- Dalton & Dubarri – arreglos
- Toxey French – arreglos de cuerdas (8)
- Stephen "Jive Ass" Jarvis – ingeniero de audio
- Pete Romano – ingeniero de audio

Diseño
- Ed Caraeff – fotografía
- Ron Coro – director artístico